# NGC 4001
NGC 4001 este o galaxie eliptică situată în constelația Ursa Mare. A fost descoperită în 13 aprilie 1852 de către William Parsons, 3rd Earl of Rosse⁠(d).